# Heimatlos (EP)
Heimatlos ist das fünfte Extended-Play-Album des österreichischen Schlagersängers Freddy Quinn, das im September 1958 im Musiklabel Polydor (Nummer 20 400 EPH) erschien.

## Plattencover
Auf dem Plattencover ist Freddy Quinn mit rotem Halstuch zu sehen, während er seine Gitarre spielt. Der einfach gestaltete Hintergrund ist einfarbig.

## Musik
Noch immer allein und Heimatlos sind als Foxtrott geschrieben und stammen aus dem 1958 erschienenen Spielfilm Heimatlos, in dem Freddy Quinn mitspielt. Ich bin bald wieder hier ist ebenfalls aus demselben Film und ist ein Rock-Fox, während Der Legionär ein Foxtrott ist, der nicht diesem Film entnommen wurde.
Die Musikstücke stammen aus der Feder von Lotar Olias und Peter Moesser.

## Titelliste
Das Album beinhaltet folgende vier Titel:
- Seite 1

1. Noch immer allein
2. Der Legionär

- Seite 2

1. Heimatlos
2. Ich bin bald wieder hier

## Weitere Veröffentlichungen
1961 wurde das Album mit verändertem Plattencover neu herausgebracht. Auf dem neuen Cover ist Freddy Quinn in Großaufnahme zu sehen.